# 2014 у літературі

## Події
- 6 березня — новела Джозефа Бойдена Оренда стає виданням року 2014 за версією «Canada Reads»[1].
- 22 травня — буде опубліковано переклад Беовульфа Толкіна[2].
- 5 червня — відбулася церемонія нагородження переможців конкурсу «Коронація слова 2014»[3].
- 2 вересня — представлено роман «Час тирана. Прозріння 2084 року», заключну книгу у трилогії Юрія Щербака[4].

## Річниці
- 1 січня — 100 років з дня народження українського письменника Юрія Збанацького.
- 1 січня — 95 років з дня народження американського письменника Девіда Джерома Селінджера.
- 6 січня — 180 років з дня народження українського поета Степана Руданського.
- 8 січня — 190 років з дня народження англійського письменника Вілкі Коллінза.
- 28 січня — 75 років з дня смерті Вільяма Батлера Єйтса[5].
- 3 лютого — 150 років з дня народження українського письменника Володимира Самійленка.
- 5 лютого — 100 років з дня народження Вільяма Барроуза[6].
- 21 лютого — 450-й ювілей Крістофера Марлоу (щоправда, ця дата народження спірна)[5].
- 1 березня — 100 років з дня народження , Ральфа Елісона (автора Невидимого чоловіка)[5].
- 9 березня — 200 років від народження українського поета-пророка Тараса Шевченка.
- 9 березня — 20 років тому помер Чарлз Буковскі[7].
- 4 квітня — 100 років з дня народження Марґеріт Дюрас[5].
- 14 квітня — 75 років тому вперше видано Грона гніву by Джона Стейнбека[5].
- 23 квітня — Вважається, що цього дня 450 років тому народився Вільям Шекспір (згідно записів його охрестили 26 квітня)[5].
- 16 червня — У рамках святкування Блумсдей також буде відзначено 100 років з дня публікації Дублінців. Джойса[5].
- 7 липня — 200 роеів тому опублікована дебютна новела Уеверлі Вальтера Скотта[5].
- 22 вересня — 100 років тому, через рік після виходу свого єдиного роману «Великий Мольн», помер французький письменник Ален-Фурньє[5].
- 27 жовтня — 100 років з дня народження Томаса Ділана[5].
- 18 листопада — 75 років з дня народження Маргарет Етвуд[5].
- 2 грудня − 200 років з дня смерті Маркіза де Сада[5].

## Померли
- 2 березня — Бородулін Ригор Іванович (79), білоруський поет, есеїст і перекладач.
- 22 березня — Ребро Петро Павлович (81), український поет.
- 2 квітня — Урс Відмер (75), швейцарський письменник (народився у 1938).
- 17 квітня — Габріель Гарсіа Маркес (87), колумбійський письменник. Лауреат Нобелівської премії з літератури.
- 24 квітня — Тадеуш Ружевич (92), польський поет і драматург.
- 9 травня — Череватенко Леонід Васильович (75), український поет.
- 15 червня — Деніел Кіз (86), американський письменник, автор роману «Квіти для Елджернона».
- 25 червня — Ана Марія Матуте (88), іспанська письменниця «покоління п'ятдесятих років».
- 29 червня — Дермот Гілі (66), ірландський письменник, драматург, поет, новеліст (народився у 1947).
- 29 червня — Дімаров Анатолій Андрійович (92), український письменник (*1922).
- 30 липня — Баранов Віктор Федорович, український письменник, голова Національної спілки письменників України.
- 16 серпня — Всеволод Нестайко, український письменник, класик сучасної української дитячої літератури (*1930).
- 8 жовтня — Осадчук Петро Ількович (76), український поет, перекладач, літературний критик, громадсько-політичний діяч.
- 1 грудня — Сверстюк Євген Олександрович (85), український письменник, публіцист, філософ. Дисидент. В'язень радянських концтаборів.
- 12 грудня —Норман Брідвелл, американський письменник й ілюстратор.
- 17 грудня — Лишега Олег Богданович (65), український поет, драматург, перекладач, скульптор.